# Я бачив Диявола
Я бачив диявола (кор. 악마 를 보았다) — південнокорейський трилер режисера Кім Чжі Уна, що вийшов на екрани в 2010.

## Зміст
Після того, як його наречена Чу Йон була жорстоко вбита, спеціальний агент Кім Су Хьон (Лі Бьон Хон) бере відпустку і приймається за пошуки вбивці. Незабаром він нападає на слід маніяка на ім'я Чан Ген Чхоль (Чхве Мін Сік). Проте в плани Кім Су Хена не входить передача вбивці в руки поліції або його швидке умертвіння. Навпаки, помста повинна бути довгою і болісною для злочинця. Тому, вживив того жучок для стеження за всіма його переміщеннями, Кім Су Хен влаштовує регулярні напади на Чан Ген Чхоля, прагнучи довести його до знемоги і відчаю.

## Акторський склад
- Лі Бьон Хон — у ролі Кім Су Хьона. Агент спецслужби.
- Чхве Мін Сік — у ролі Чан Ген Чхоля. Серійний вбивця, садист.
- О Сон Ха[ko] — у ролі Чан Чу Йон. Наречена Су Хьона.
- Чон Гук Хван[ko] — у ролі голови відділення поліції Чана. Батько Чу Йон та Се Йон.
- Кім Юн Со[en] — у ролі Чан Се Йон. Молодша сестра Чу Йон.
- Чхон Хо Джін[en] — у ролі шефа О. Голова одного з відділів поліції.
- Чхве Му Сон[en] — у ролі Те Джу. Друг Гин Чхоля, вбивця та канібал.
- Кім ін Со[en] — у ролі Се Чон. Дівчина Те Джу.
- Нам Бо Ра — донька шефа О.

## Нагороди та номінації
- 2011 — премія Asian Film Awards за найкращий монтаж (Нам На Ен) і номінація за найкращу операторську роботу (Лі Моге)
- 2011 — приз найкращому режисерові фентезі-фільму на кінофестивалі Fantasporto, а також приз за найкращий фільм програми «Східний експрес»
- 2011 — премія «Золотий ворон» Брюссельського фестивалю фантастичних фільмів
- 2011 — три призи кінофестивалю в Жерармері: приз міжнародної критики, приз молодіжного журі та приз «Вибір глядачів»
- 2011 — участь в кінофестивалях в Сан-Себастьяні, Торонто,Ситжесі, а також у кінофестивалі Санденс